# Budvicia
Genre
Budvicia est un genre de bacilles Gram négatifs de la famille des Budviciaceae dont il est le genre type. Son nom provient de Budvicium, nom latin de České Budějovice, ville tchèque où l'espèce type a été isolée pour la première fois.

## Taxonomie
Jusqu'en 2016 ce genre était compté parmi les Enterobacteriaceae auquel il était rattaché sur la base de critères phénotypiques. Depuis la refonte de l'ordre des Enterobacterales en 2016 par Adeolu et al. à l'aide des techniques de phylogénétique moléculaire, il a été déplacé vers la famille des Budviciaceae nouvellement créée.

## Liste d'espèces
Selon la LPSN (29 octobre 2022) :
- Budvicia aquatica Bouvet et al. 1985 – espèce type
- Budvicia diplopodorum Lang et al. 2013